# Unione Sportiva Pergolettese 1932 2023-2024
Questa voce raccoglie le informazioni riguardanti l'Unione Sportiva Pergolettese 1932 nelle competizioni ufficiali della stagione 2023-2024.

## Stagione
Nella stagione 2023-2024 la Pergolettese disputa il girone A del campionato di Serie C. Allenata da Matteo Abbate raccoglie 45 punti con il quattordicesimo posto finale, sei lunghezze sotto i Play-out e sette punti sopra i Play-out. Ha raccolto 20 punti nel girone di andata e 25 nel girone di ritorno. Dopo una serie di risultati altalenanti, a metà febbraio la squadra gialloblù è passata nelle mani del tecnico Giovanni Mussa, e con lui ha portato a termine la stagione. Nella Coppa Italia di Serie C cremaschi subito fuori nel primo turno, sconfitti (2-0) ad Alessandria, con due reti subite nel recupero. Il miglior marcatore stagionale dei cremaschi è stato lo spagnolo Bernat Guiu Vilanova, che giunto alla terza stagione al Crema ha firmato otto reti.

## Divise e sponsor
La divisa storica della Pergolettese è composta da una maglia gialloblù, con calzoncini e calzettoni blù. Il fornitore tecnico per la stagione 2023-2024 è Sport Team. Lo sponsor di maglia è invece Bowling Pegaso.

## Rosa
| N. |                   | Ruolo | Calciatore             |
| -- | ----------------- | ----- | ---------------------- |
| 1  | Italia (bandiera) | P     | Marco Cattaneo         |
| 2  | Italia (bandiera) | D     | Daniel Tonoli          |
| 3  | Italia (bandiera) | D     | Alessandro Lambrughi   |
| 4  | Italia (bandiera) | D     | Mariano Arini          |
| 5  | Italia (bandiera) | C     | Matteo Figoli          |
| 6  | Italia (bandiera) | C     | Lorenzo Andreoli       |
| 7  | Italia (bandiera) | C     | Davide Bariti          |
| 8  | Italia (bandiera) | C     | Jacopo Cerasani        |
| 9  | Italia (bandiera) | A     | Alessandro Piu         |
| 10 | Italia (bandiera) | C     | Andrea Mazzarani       |
| 11 | Spagna (bandiera) | A     | Bernat Guiu Vilanova   |
| 12 | Italia (bandiera) | P     | Filippo Doldi          |
| 13 | Italia (bandiera) | D     | Gian Filippo Felicioli |

| N. |                   | Ruolo | Calciatore           |
| -- | ----------------- | ----- | -------------------- |
| 18 | Italia (bandiera) | C     | Federico Artioli     |
| 22 | Italia (bandiera) | P     | Matteo Soncin        |
| 23 | Italia (bandiera) | C     | Gabriele Tacchinardi |
| 24 | Italia (bandiera) | D     | Andrea Schiavini     |
| 30 | Italia (bandiera) | D     | Riccardo Bignami     |
| 31 | Italia (bandiera) | C     | Christian Aucelli    |
| 33 | Italia (bandiera) | D     | Mattia Capoferri     |
| 35 | Italia (bandiera) | D     | Stefano Piccinini    |
| 70 | Italia (bandiera) | A     | Federico Caia        |
| 77 | Italia (bandiera) | A     | Riccardo Bozzuto     |
| 80 | Italia (bandiera) | C     | Zaid Jaouhari        |
| 91 | Italia (bandiera) | A     | Giuseppe De Luca     |
| 99 | Italia (bandiera) | A     | Luigi Caccavo        |

## Calciomercato

### Sessione estiva(dall'1/7 all'1/9)
| Acquisti | Acquisti               | Acquisti       | Acquisti   |
| R.       | Nome                   | da             | Modalità   |
| -------- | ---------------------- | -------------- | ---------- |
| D        | Riccardo Bignami       | Fanfulla       | svincolato |
| D        | Mattia Capoferri       | Piacenza       | svincolato |
| D        | Gian Filippo Felicioli | Cittadella     | definitivo |
| C        | Christian Aucelli      | Sassuolo       | prestito   |
| C        | Zaid Jaouhari          | Virtus Bergamo | svincolato |
| A        | Luigi Caccavo          | Torino         | prestito   |
| A        | Federico Caia          | Verona         | prestito   |
| A        | Jacopo Cerasani        | Montevarchi    | svincolato |
| A        | Alessandro Piu         | Pro Patria     | svincolato |

| Cessioni | Cessioni            | Cessioni  | Cessioni      |
| R.       | Nome                | a         | Modalità      |
| -------- | ------------------- | --------- | ------------- |
| P        | Stefano Rubbi       | Monza     | fine prestito |
| D        | Federico Bevilacqua | Frosinone | fine prestito |
| D        | Leonardo Gabelli    | Spezia    | fine prestito |
| D        | Matteo Lucenti      | Crema     | svincolato    |
| D        | Nicolò Verzeni      |           | svincolato    |
| D        | Luca Villa          | Padova    | svincolato    |
| C        | Mattia Iori         | Arezzo    | svincolato    |
| C        | Kevin Varas         | Padova    | svincolato    |
| C        | Matteo Saccani      | Sassuolo  | fine prestito |
| C        | Hide Vitalucci      |           | svincolato    |
| A        | Fabio Abiuso        | Modena    | fine prestito |
| A        | Rosario Cancello    | Luparense | svincolato    |
| A        | Abdou Doumbia       |           | svincolato    |

### Sessione invernale(dal 2/1 al 31/1)
| Acquisti | Acquisti         | Acquisti | Acquisti |
| R.       | Nome             | da       | Modalità |
| -------- | ---------------- | -------- | -------- |
| A        | Giuseppe De Luca | Catania  | prestito |

| Cessioni | Cessioni      | Cessioni | Cessioni      |
| R.       | Nome          | a        | Modalità      |
| -------- | ------------- | -------- | ------------- |
| A        | Luigi Caccavo | Torino   | fine prestito |

## Risultati

### Serie C

#### Girone di andata
| Arbitro: | Renzi (Pesaro) |

|                                         |           |                            |
| Caia 2’, 19’, 55’ S. Piccinini 14’, 38’ | Marcatori | 65’ Bussaglia 90’ Petrelli |

| Arbitro: | Gandino (Alessandria) |

|                |           |  |
| Pogliano 90+4’ | Marcatori |  |

| Crema 16 settembre 2023, ore 18:30 CEST 3ª giornata | Pergolettese        | 0 – 0 referto | Renate | Stadio Giuseppe Voltini (436 spett.)\| Arbitro: \| Drigo (Portogruaro) \| |
| Arbitro:                                            | Drigo (Portogruaro) |               |        |                                                                           |

| Arbitro: | Milone (Taurianova) |

|                       |           |             |
| Guiu 24’ Cerasani 82’ | Marcatori | 72’ Moretti |

| Arbitro: | Di Cicco (Lanciano) |

|                       |           |  |
| F. Ferrari 51’ (rig.) | Marcatori |  |

| Arbitro: | Restaldo (Ivrea) |

|  |           |              |
|  | Marcatori | 14’ Stanzani |

| Arbitro: | Rispoli (Locri) |

|  |           |                           |
|  | Marcatori | 12’ S. Piccinini 22’ Guiu |

| Arbitro: | Burlando (Genova) |

|                             |           |  |
| S. Piccinini 44’ Tonoli 69’ | Marcatori |  |

| Arbitro: | Gangi (Enna) |

|          |           |  |
| Comi 74’ | Marcatori |  |

| Arbitro: | Angelillo (Nola) |

|                             |           |  |
| Siafá 14’ Mastalli 50’, 54’ | Marcatori |  |

| Arbitro: | Gavini (Aprilia) |

|                                         |           |                            |
| Mazzarani 42’ (rig.), 62’, 90+7’ (rig.) | Marcatori | 53’ (rig.) Rocco 70’ Kabué |

| Arbitro: | Canci (Carrara) |

|                                                          |           |                   |
| Galuppini 10’ (rig.) Burrai 26’ Bragantini 69’ Fedel 84’ | Marcatori | 15’ (aut.) Burrai |

| Arbitro: | Ramondino (Palermo) |

|  |           |                                       |
|  | Marcatori | 20’ (rig.), 77’ Di Serio 49’ Palestra |

| Arbitro: | Mazzoni (Prato) |

|                                           |           |            |
| D'Orazio 55’ (rig.) Rossetti 90+5’ (rig.) | Marcatori | 17’ Figoli |

| Arbitro: | Leone (Barletta) |

|               |           |           |
| Mazzarani 67’ | Marcatori | 86’ Belli |

| Arbitro: | Baratta (Rossano) |

|                 |           |  |
| Parigi 41’, 90’ | Marcatori |  |

| Arbitro: | Viapiana (Catanzaro) |

|                    |           |                  |
| Tonoli 67’ Piu 87’ | Marcatori | 76’ (rig.) Danti |

| Arbitro: | Burlando (Genova) |

|              |           |  |
| S. Longo 35’ | Marcatori |  |

| Arbitro: | Nicolini (Brescia) |

|  |           |              |
|  | Marcatori | 30’ Franzoni |

#### Girone di ritorno
| Arbitro: | Tona Mbei (Cuneo) |

|  |           |                          |
|  | Marcatori | 24’ Bariti 90+6’ Artioli |

| Arbitro: | Rispoli (Locri) |

|  |           |                |
|  | Marcatori | 90+2’ Pogliano |

| Arbitro: | Ursini (Pescara) |

|             |           |                                                |
| Paudice 35’ | Marcatori | 6’ Bariti 28’ Caia 50’, 63’ Guiu 90+2’ Artioli |

| Arbitro: | Zago (Conegliano) |

|             |           |              |
| Lescano 61’ | Marcatori | 73’ Jaouhari |

| Arbitro: | Gauzolino (Torino) |

|  |           |                                   |
|  | Marcatori | 18’ Cuomo 65’ (aut.) S. Piccinini |

| Arbitro: | Gianquinto (Parma) |

|                           |           |  |
| Castelli 51’ Stanzani 76’ | Marcatori |  |

| Arbitro: | Poli (Verona) |

|          |           |                         |
| Caia 12’ | Marcatori | 3’ Morello 43’ Ceravolo |

| Arbitro: | Marotta (Sapri) |

|                      |           |                                          |
| Anastasia 80’ (rig.) | Marcatori | 36’ Guiu 47’ Bariti 61’ (rig.) Mazzarani |

| Arbitro: | Manzo (Torre Annunziata) |

|                                          |           |  |
| Mazzarani 63’ (rig.) Bariti 67’ Guiu 71’ | Marcatori |  |

| Arbitro: | Gemelli (Messina) |

|  |           |              |
|  | Marcatori | 90+5’ Samele |

| Arbitro: | Mazzoni (Prato) |

|                         |           |                      |
| Franzolini 27’ Boci 64’ | Marcatori | 80’ (rig.) Mazzarani |

| Arbitro: | Milone (Taurianova) |

|  |           |                                       |
|  | Marcatori | 5’ Fiori 66’, 69’ Muroni 78’ Radaelli |

| Arbitro: | Ceriello (Chiari) |

|  |           |                             |
|  | Marcatori | 37’ Piu 90+6’ (rig.) Bariti |

| Arbitro: | Mastrodomenico (Matera) |

|           |           |              |
| Piu 45+2’ | Marcatori | 61’ Calcagni |

| Arbitro: | Di Francesco (Ostia) |

|                      |           |           |
| Fusi 20’ Palombi 61’ | Marcatori | 44’ Arini |

| Arbitro: | D'Eusanio (Faenza) |

|              |           |              |
| Jaohuari 49’ | Marcatori | 44’ Boffelli |

| Arbitro: | Di Cicco (Lanciano) |

|             |           |                     |
| Danti 90+3’ | Marcatori | 27’ Guiu 76’ Tonoli |

| Arbitro: | Castellone (Napoli) |

|            |           |              |
| Guiu 90+1’ | Marcatori | 23’ Borghini |

| Arbitro: | Bozzetto (Bergamo) |

|  |           |           |
|  | Marcatori | 78’ Arini |

### Coppa Italia Serie C
| Arbitro: | Zanotti (Rimini) |

|                                 |           |  |
| Anatriello 90+1’ Pagliuca 90+3’ | Marcatori |  |

## Statistiche

### Statistiche di squadra
| Competizione         | Punti | In casa | In casa | In casa | In casa | In casa | In casa | In trasferta | In trasferta | In trasferta | In trasferta | In trasferta | In trasferta | Totale | Totale | Totale | Totale | Totale | Totale | DR |
| Competizione         | Punti | G       | V       | N       | P       | Gf      | Gs      | G            | V            | N            | P            | Gf           | Gs           | G      | V      | N      | P      | Gf     | Gs     | DR |
| -------------------- | ----- | ------- | ------- | ------- | ------- | ------- | ------- | ------------ | ------------ | ------------ | ------------ | ------------ | ------------ | ------ | ------ | ------ | ------ | ------ | ------ | -- |
| Serie C              | 45    | 19      | 6       | 5       | 8       | 22      | 25      | 19           | 7            | 1            | 11           | 22           | 25           | 38     | 13     | 6      | 19     | 44     | 50     | -6 |
| Coppa Italia Serie C | -     | 0       | 0       | 0       | 0       | 0       | 0       | 1            | 0            | 0            | 1            | 0            | 2            | 1      | 0      | 0      | 1      | 0      | 2      | -2 |
| Totale               | 45    | 19      | 6       | 5       | 8       | 22      | 25      | 20           | 7            | 1            | 12           | 22           | 27           | 39     | 13     | 6      | 20     | 44     | 52     | -8 |

### Andamento in campionato
| Giornata  | 1 | 2 | 3 | 4 | 5 | 6  | 7 | 8 | 9 | 10 | 11 | 12 | 13 | 14 | 15 | 16 | 17 | 18 | 19 | 20 | 21 | 22 | 23 | 24 | 25 | 26 | 27 | 28 | 29 | 30 | 31 | 32 | 33 | 34 | 35 | 36 | 37 | 38 |
| --------- | - | - | - | - | - | -- | - | - | - | -- | -- | -- | -- | -- | -- | -- | -- | -- | -- | -- | -- | -- | -- | -- | -- | -- | -- | -- | -- | -- | -- | -- | -- | -- | -- | -- | -- | -- |
| Luogo     | C | T | C | C | T | C  | T | C | T | T  | C  | T  | C  | T  | C  | T  | C  | T  | C  | T  | C  | T  | T  | C  | T  | C  | T  | C  | C  | T  | C  | T  | C  | T  | C  | T  | C  | T  |
| Risultato | V | P | N | V | P | P  | V | V | P | P  | V  | P  | P  | P  | N  | P  | V  | P  | P  | V  | P  | V  | N  | P  | P  | P  | V  | V  | P  | P  | P  | V  | N  | P  | N  | V  | N  | V  |
| Posizione | 2 | 8 | 8 | 7 | 9 | 12 | 8 | 8 | 8 | 12 | 9  | 10 | 11 | 15 | 14 | 15 | 15 | 14 | 15 | 15 | 16 | 15 | 15 | 15 | 16 | 17 | 16 | 16 | 16 | 16 | 17 | 16 | 16 | 16 | 16 | 16 | 16 | 14 |

Legenda:

Luogo: C = Casa; T = Trasferta. Risultato: V = Vittoria; N = Pareggio; P = Sconfitta.

### Statistiche dei giocatori
Sono in corsivo i calciatori che hanno lasciato la società a stagione in corso.
| Giocatore             | Serie B  | Serie B | Serie B     | Serie B    | Coppa Italia | Coppa Italia | Coppa Italia | Coppa Italia | Totale   | Totale | Totale      | Totale     |
| Giocatore             | Presenze | Reti    | Ammonizioni | Espulsioni | Presenze     | Reti         | Ammonizioni  | Espulsioni   | Presenze | Reti   | Ammonizioni | Espulsioni |
| --------------------- | -------- | ------- | ----------- | ---------- | ------------ | ------------ | ------------ | ------------ | -------- | ------ | ----------- | ---------- |
| L. Andreoli           | 24       | 0       | 1           | 0          | 1            | 0            | 0            | 0            | 25       | 0      | 1           | 0          |
| M. Arini              | 38       | 2       | 4           | 0          | 0            | 0            | 0            | 0            | 38       | 2      | 4           | 0          |
| F. Artioli            | 30       | 2       | 3           | 0          | 0            | 0            | 0            | 0            | 30       | 2      | 3           | 0          |
| C. Aucelli            | 20       | 0       | 3           | 2          | 0            | 0            | 0            | 0            | 20       | 0      | 3           | 2          |
| D. Bariti             | 36       | 5       | 2           | 0          | 0            | 0            | 0            | 0            | 36       | 5      | 2           | 0          |
| R. Bignami            | 16       | 0       | 0           | 0          | 0            | 0            | 0            | 0            | 16       | 0      | 0           | 0          |
| R. Bozzuto            | 3        | 0       | 0           | 0          | 1            | 0            | 0            | 0            | 4        | 0      | 0           | 0          |
| L. Caccavo            | 13       | 0       | 2           | 0          | 1            | 0            | 0            | 0            | 14       | 0      | 2           | 0          |
| F. Caia               | 28       | 5       | 1           | 1          | 0            | 0            | 0            | 0            | 28       | 5      | 1           | 1          |
| M. Capoferri          | 14       | 0       | 0           | 0          | 1            | 0            | 0            | 0            | 15       | 0      | 0           | 0          |
| M. Cattaneo           | 0        | 0       | 0           | 0          | 1            | -2           | 0            | 0            | 1        | -2     | 0           | 0          |
| J. Cerasani           | 20       | 1       | 3           | 0          | 1            | 0            | 0            | 0            | 21       | 1      | 3           | 0          |
| G. De Luca            | 7        | 0       | 0           | 0          | 0            | 0            | 0            | 0            | 7        | 0      | 0           | 0          |
| F. Doldi (attaccante) | 0        | 0       | 0           | 0          | 1            | 0            | 0            | 0            | 1        | 0      | 0           | 0          |
| F. Doldi (portiere)   | 0        | -0      | 0           | 0          | 0            | -0           | 0            | 0            | 0        | -0     | 0           | 0          |
| G. F. Felicioli       | 23       | 0       | 6           | 0          | 0            | 0            | 0            | 0            | 23       | 0      | 6           | 0          |
| L. Francisco          | 0        | 0       | 0           | 0          | 1            | 0            | 0            | 0            | 1        | 0      | 0           | 0          |
| M. Figoli             | 33       | 1       | 5           | 0          | 0            | 0            | 0            | 0            | 33       | 1      | 5           | 0          |
| B. Guiu               | 36       | 8       | 13          | 0          | 0            | 0            | 0            | 0            | 36       | 8      | 13          | 0          |
| Z. Jahouari           | 32       | 2       | 8           | 0          | 1            | 0            | 0            | 0            | 33       | 2      | 8           | 0          |
| A. Lambrughi          | 25       | 0       | 5           | 1          | 1            | 0            | 0            | 0            | 26       | 0      | 5           | 1          |
| A. Mazzarani          | 32       | 7       | 3           | 0          | 0            | 0            | 0            | 0            | 32       | 7      | 3           | 0          |
| S. Piccinini          | 32       | 4       | 8           | 2          | 0            | 0            | 0            | 0            | 32       | 4      | 8           | 2          |
| A. Piu                | 19       | 3       | 2           | 0          | 0            | 0            | 0            | 0            | 19       | 3      | 2           | 0          |
| L. Raimondi           | 0        | 0       | 0           | 0          | 1            | 0            | 1            | 0            | 1        | 0      | 1           | 0          |
| G. Sartori            | 1        | 0       | 0           | 0          | 1            | 0            | 0            | 0            | 2        | 0      | 0           | 0          |
| A. Schiavini          | 3        | 0       | 0           | 0          | 1            | 0            | 1            | 0            | 4        | 0      | 1           | 0          |
| M. Soncin             | 38       | -47     | 4           | 0          | 0            | 0            | 0            | 0            | 38       | -47    | 4           | 0          |
| G. Tacchinardi        | 0        | 0       | 0           | 0          | 1            | 0            | 0            | 0            | 1        | 0      | 0           | 0          |
| D. Tonoli             | 37       | 3       | 7           | 0          | 0            | 0            | 0            | 0            | 37       | 3      | 7           | 0          |